# Sävsjön (Eds socken, Värmland)
Sävsjön är en sjö i Grums kommun i Värmland och ingår i Göta älvs huvudavrinningsområde. Sjön har en area på 0,919 kvadratkilometer och ligger 72,3 meter över havet. Sjön avvattnas av vattendraget Segmoälven.

## Delavrinningsområde
Sävsjön ingår i det delavrinningsområde (657769-134029) som SMHI kallar för Mynnar i Vänern. Medelhöjden är 86 meter över havet och ytan är 22,66 kvadratkilometer. Det finns inga avrinningsområden uppströms utan avrinningsområdet är högsta punkten. Segmoälven som avvattnar avrinningsområdet har biflödesordning 3, vilket innebär att vattnet flödar genom totalt 3 vattendrag innan det når havet efter 253 kilometer. Avrinningsområdet består mestadels av skog (73 procent) och jordbruk (12 procent). Avrinningsområdet har 0,92 kvadratkilometer vattenytor vilket ger det en sjöprocent på 4,1 procent. Bebyggelsen i området täcker en yta av 1,21 kvadratkilometer eller 5 procent av avrinningsområdet.